# Nareszcie sami
Nareszcie sami (niem.: Endlich allein) – operetka Franza Lehára z librettem Alfreda Marii Willnera i Roberta Bodanzky’ego. Premiera miała miejsce 30 stycznia 1914 roku w Theater an der Wien w Wiedniu.

## Pomysł
Po kłopotach związanych z Idealną żoną Lehár powrócił do wypróbowanych librecistów Willnera i Bodanzky’ego. Ci podczas rozmów w Bad Ischl przedstawili mu pomysł dotąd w operetce nie spotkany - wypełnienie całego II aktu wielkim dialogiem miłosnym pary głównych bohaterów. Lehár zapalił się do propozycji rozwiązanie takie stanowiło bowiem nie lada wyzwanie dla kompozytora, który musiał utrzymać przez cały akt uwagę publiczności na dwóch aktorach.

## Treść
Poza szokującym pomysłem wyjściowym libretto nosiło wszelkie znamiona tradycyjnej wiedeńskiej operetki. W górskim kurorcie przebywa śliczna Amerykanka Dolly Doverland ze swym narzeczonym, baronem, którego ma poślubić, ale którego naprawdę nie kocha. W luksusowym hotelu mieszka również przystojny baron Hansen. Stara się zdobyć jej serce. Gdy dowiaduje się, że Dolly chce się wybrać na długą górską wycieczkę, by ukoić nerwy i dojść do ładu ze swymi uczuciami, przebiera się za przewodnika górskiego i oferuje jej swe usługi. Wybierają się na taki szczyt, o jakim Dolly marzyła. Na nim Amerykanka już nie sama, lecz wspomagana przez Hansena, rozważa nad swymi sercowymi problemami. Opowiada o tym akt II wypełniony miłosnymi wyznaniami Hansena i topniejącym oporem Dolly. Trzeci akt przynosi rozwiązanie - Dolly dowiaduje się, że Hansen również jest baronem i spośród dwóch arystokratów wybiera tego, który bliższy jest jej sercu.

## Losy sceniczne
Lehár wypełnił II akt wspaniałą muzyką, której zwieńczeniem jest piękny, wolny walc Piękny jest świat (Schön ist die Welt). Premiera miała miejsce 30 stycznia 1914 roku w Theater an der Wien. Publiczność przyjęła operetkę bardzo dobrze i nie skarżyła się na koncepcję II aktu, tym bardziej, że wykonywali go Mizzi Günther i nowa gwiazda wiedeńskiej operetki Hubert Marischka. Nareszcie sami osiągnęli sporo jak na tak nowatorski spektakl, bo aż 115 przedstawień. Grano ich potem na wielu scenach europejskich.
Prasa ostro skrytykowała libretto, chwaliła natomiast muzykę, chociaż zarzucano Lehárowi, że muzyka jest zbyt wagnerowska, poważna i dostojna jak na tak błahy temat. Dawano też do zrozumienia, że kompozytor, zamiast stale eksperymentować (poprzednim razem robotnicy na scenie, teraz Wagner) powinien napisać kolejną Wesołą wdówkę lub Hrabiego Luksemburga. Nareszcie sami byli nazywani "Lehárowskim Tristanem". Wyśmiewano przy tym megalomanię kompozytora i jego przekonanie, że on "wielki Lehár" na wszystko może sobie pozwolić.
Lehár, który stale przerabiał i poprawiał swoje partytury po sukcesie przeróbki Żółtego kaftana sięgnął w 1930 roku ponownie po partyturę Nareszcie samych tworząc ostatnią ze swych operetek Piękny jest świat.